# Hans Reimer Steffen
Hans Reimer Steffen (* 25. April 1897 in Hamburg; † 29. Dezember 1950 ebenda) war ein deutscher Zeitungsredakteur und Autor von humoristischen Hamburger Dialekt-Geschichten. In Norddeutschland bei Älteren und Mundartfreunden bekannt unter dem Pseudonym Hans ut Hamm. Den Aliasnamen leitete er von seinem späteren Wohnort Hamburg-Hamm ab.

## Leben und Werk
Nach dem Ersten Weltkrieg, wo er als Frontsoldat in Rumänien kämpfte, arbeitete er als Sportjournalist beim Hamburger Fremdenblatt. Bekannt und beliebt bei den Lesern wurde er durch seine Kolumne in Hamburgisch (Plattdeutsch, Missingsch) mit witzig-deftigen Anekdoten, Glossen und Plaudereien (Döntjes), die er häufig durch ein originelles Gedicht abrundete. Bald wurden die volksnahen Plaudereien auch jenseits der Grenzen Hamburgs  populär, und Steffen ließ sie, illustriert von Heinrich von Medvey, in mehreren Veröffentlichungen über den Broschek-Verlag auflegen.
Im Mai 1933 trat Steffen der NSDAP bei. Seine überzeugte nationalsozialistische Gesinnung drückt sich in häufigem, beiläufigem Lob auf Parteiorganisationen und „den Führer“ in vielen seiner scheinbar unpolitischen, humorvollen Beiträge aus. In den 1930er Jahren gewann er einen mit 1000 Reichsmark dotierten Kurzgeschichtenwettbewerb durch ein Plagiat: Er hatte die Reportage Magdalenenheim des österreichischen Journalisten Egon Erwin Kisch aus dem Jahr 1913 ins Plattdeutsche übertragen, von Wien nach Hamburg verlegt und unter eigenem Namen veröffentlicht. Kisch konnte sich als jüdischer Autor, dessen Werke bei der Bücherverbrennung 1933 in Deutschland in die Feuer geworfen waren, nicht wehren. Sein Buch Hier lacht die Front. Lustiges von der Front und aus der Heimat von 1940, das auch als Feldpostausgabe verlegt wurde, erzählt in Hamburger Platt Geschichten und Anekdoten aus dem Ersten Weltkrieg. 1943 wurde Steffen ausgebombt und bezog Unterkunft in Hamburg-Blankenese. Ab 1944 bis Kriegsende missbrauchte er seine Popularität für in Plattdeutsch verfasste Durchhalteparolen bei der Hamburger Zeitung. 
Nach dem Krieg arbeitete Steffen erneut als Zeitungsmann und zeigte wie viele seiner Nazi-Kollegen wenig Scham und Zurückhaltung. Im Oktober 1946 erschien in der Freien Presse ein Beitrag von Hans ut Hamm. Er meinte, den ehemals guten Klang seines Namens nutzen zu müssen, um im alten Jargon die Hamburger aufzurütteln, nicht zu jammern, sondern wieder auf bessere Zeiten zu hoffen. Doch dieses Mal hagelte es Kritik von der Zeitungskonkurrenz, die sich an Steffens unrühmliche Nazi-Propaganda erinnert sah. Steffen zog sich zurück und publizierte journalistisch nicht mehr als Hans ut Hamm.

## Werke
- Hans ut Hamm vertellt. Broschek-Verlag, Hamburg 1934
- Hummel Hummel. Dulle Döntjes. Broschek-Verlag, Hamburg 1934
- Hamborg lacht. Broschek-Verlag, Hamburg 193
- St. Pauli ahoi. Broschek-Verlag, Hamburg 1936
- Hummels op Reisen Broschek-Verlag, Hamburg 1938
- Hier lacht die Front. Lustiges von der Front und aus der Heimat. Hamburg 1940
- Rund um den Jungfernstieg. Ein wasserkantiges Buch mit Hummel-Hummel und Humor, Richard Hermes Verlag, 1946
- Vergnügte Viechereien, Gedichte und Verse. Richard Hermes Verlag, 1953